# Tricalamus longiventris
Espèce
Synonymes
- Filistata longiventris Yaginuma, 1967

Tricalamus longiventris est une espèce d'araignées aranéomorphes de la famille des Filistatidae.

## Distribution
Cette espèce est endémique de la préfecture d'Ōita au Japon. Elle se rencontre dans la grotte Fūrendō.

## Description
La femelle holotype mesure 4,95 mm.

## Publication originale
- Yaginuma, 1967 : Revision and new addition to fauna of Japanese spiders, with descriptions of seven new species. Literary Department review, Otemon Gakuin University, Osaka, vol. 1, p. 87-107.